# إيلي سمون
إيلي سمون ( بالعربية: ايلي سمعون) (بالفرنسية: Élie Semoun) فنان وكوميدي ومغن وممثل فرنسي من أصل يهودي مغربي وجه اعلامي في الصحافة الفرنسية ولد في 16 أكتوبر 1963 في باريس.

## روابط خارجية
- إيلي سمون على موقع IMDb (الإنجليزية)
- إيلي سمون على موقع ألو سيني (الفرنسية)
- إيلي سمون على موقع ميوزك برينز (الإنجليزية)
- إيلي سمون على موقع أول موفي (الإنجليزية)
- إيلي سمون على موقع قاعدة بيانات الأفلام السويدية (السويدية)
- إيلي سمون على موقع ديسكوغز (الإنجليزية)
- إيلي سمون على موقع قاعدة بيانات الفيلم (الإنجليزية)
- إيلي سمون على موقع كينوبويسك (الروسية)